# Solore-en-Forez
Solore-en-Forez est une commune nouvelle française située dans le département de la Loire et la région Auvergne-Rhône-Alpes. Elle résulte de la fusion des communes de Débats-Rivière-d'Orpra, L'Hôpital-sous-Rochefort et Saint-Laurent-Rochefort au 1er janvier 2025.

## Histoire
La commune est créée le 1er janvier 2025 à la suite d'un arrêté préfectoral du 23 décembre 2024 par la fusion des communes de Débats-Rivière-d'Orpra, L'Hôpital-sous-Rochefort et Saint-Laurent-Rochefort. Le chef-lieu de la commune nouvelle est fixé à la mairie de l'ancienne commune de Débats-Rivière-d'Orpra.

## Politique et administration
Jusqu'aux prochaines élections municipales françaises de 2026, le conseil municipal de la commune nouvelle est constitué de l'ensemble des membres en exercice des conseils municipaux des trois communes fondatrices.

### Liste des maires
| Période | Période  | Identité          | Étiquette | Qualité |
| ------- | -------- | ----------------- | --------- | ------- |
| 2025    | En cours | Dominique Guillin |           |         |

### Communes déléguées
| Nom                            | Code Insee | Intercommunalité             | Superficie (km2) | Population (dernière pop. légale) | Densité (hab./km2) |
| ------------------------------ | ---------- | ---------------------------- | ---------------- | --------------------------------- | ------------------ |
| Débats-Rivière-d'Orpra (siège) | 42084      | CA Loire Forez Agglomération | 3,41             | 159 (2022)                        | 47                 |
| L'Hôpital-sous-Rochefort       | 42109      | CA Loire Forez Agglomération | 1,15             | 106 (2022)                        | 92                 |
| Saint-Laurent-Rochefort        | 42252      | CA Loire Forez Agglomération | 15,6             | 247 (2022)                        | 16                 |

## Population et société

### Démographie
L'évolution du nombre d'habitants est connue à travers les recensements de la population effectués dans la commune depuis sa création.

En 2022, la commune comptait 512 habitants.
| 2021 | 2022 |
| ---- | ---- |
| 517  | 512  |

## Culture locale et patrimoine
Club des jeunes : Class’art de St Lo

Regroupant les jeunes de 17 à 25 ans des 3 communes.

## Héraldique
| Blason à dessiner | Blason  | Écartelé: au 1er de gueules au dauphin d'or, au 2e d'or à la bande ondée d'azur, accompagnée en chef d'une croix ancrée de gueules et d'une bande de sable chargée de trois étoiles de six rais d'or en pointe, au 3e contre-écartelé: aux I et IV de sable à trois étoiles d'or rangées en bande et accostées de deux cotices du même, aux II et III de sinople au chêne arraché d'or, au 4ede gueules à la bande d'or chargée de trois merles de sable, becqués et membrés de gueules, passant dans le sens de la bande. |
| Blason à dessiner | Détails | Le statut officiel du blason reste à déterminer. |